# Adolph Wilhem von Steinwehr
Adolph Wilhem von Steinwehr (né le 25 septembre 1822 à Blankenburg, duché de Brunswick, et décédé le 25 février 1877 à Buffalo, État de New York) est un brigadier-général de l'Union. Il est enterré à Menands dans le comté d'Albany, État de New York.

## Avant la guerre
Adolph Wilhem von Steinwehr est issu d'une famille d'officiers prussiens et a été élève de l'académie militaire de Brunswick. Il émigre aux États-Unis en 1847 et cherche à obtenir, en vain, une commission dans l'armée américaine. Il s'installe alors dans le Connecticut.

## Guerre de Sécession
Adolph Wilhem von Steinwehr est nommé colonel du 29th New York infantry le 6 juin 1861. Lors de la première bataille de Bull Run, il commande ce régiment au sein de la première brigade, commandée par le colonel Louis Blenker, de la cinquième division commandée par le colonel Dixon S. Miles.
Il est nommé brigadier général des volontaires le 12 octobre 1861. Il commande alors la 2nd division du XIe corps de l'armée du Potomac. Il participe à la seconde bataille de Bull Run où sa division subit de lourdes pertes. Il participe à la bataille de Chancellorsville où sa division est mise en déroute.
Il participe à la bataille de Gettysburg. Avec sa division, il assure un défense solide le premier jour contre l'assaut confédéré avant que sa division ne soit mise en déroute avec le reste du XIe corps. Le troisième jour, avec sa division, il participe à la défense fédérale contre la charge de Pickett à Cemetery Hill.
Avec le XI corps transféré à l'ouest, il participe à la bataille de Chattanooga. En avril 1865, il est démis de son commandement. 

## Après la guerre
Adolph Wilhem von Steinwehr quitte le service actif des volontaires le 3 juillet 1865.
Il devient enseignant à l'université Yale. Il écrit plusieurs ouvrages.